# Guerra totale
La locuzione guerra totale è nata nel XX secolo per descrivere una guerra in cui gli Stati usano tutte le risorse a loro disposizione allo scopo di distruggere l'abilità di un altro Paese o Nazione di impegnarsi in guerra.
Divenne così fondamentale il ruolo della popolazione. La pratica della guerra totale è stata in uso sotto diverse forme per secoli, ma le peculiarità di un modo di combattere che coinvolge l'intera popolazione civile sono state pienamente riconosciute come un modo specificamente sui generis di guerra solo nella seconda metà del ventesimo secolo.

## Storia

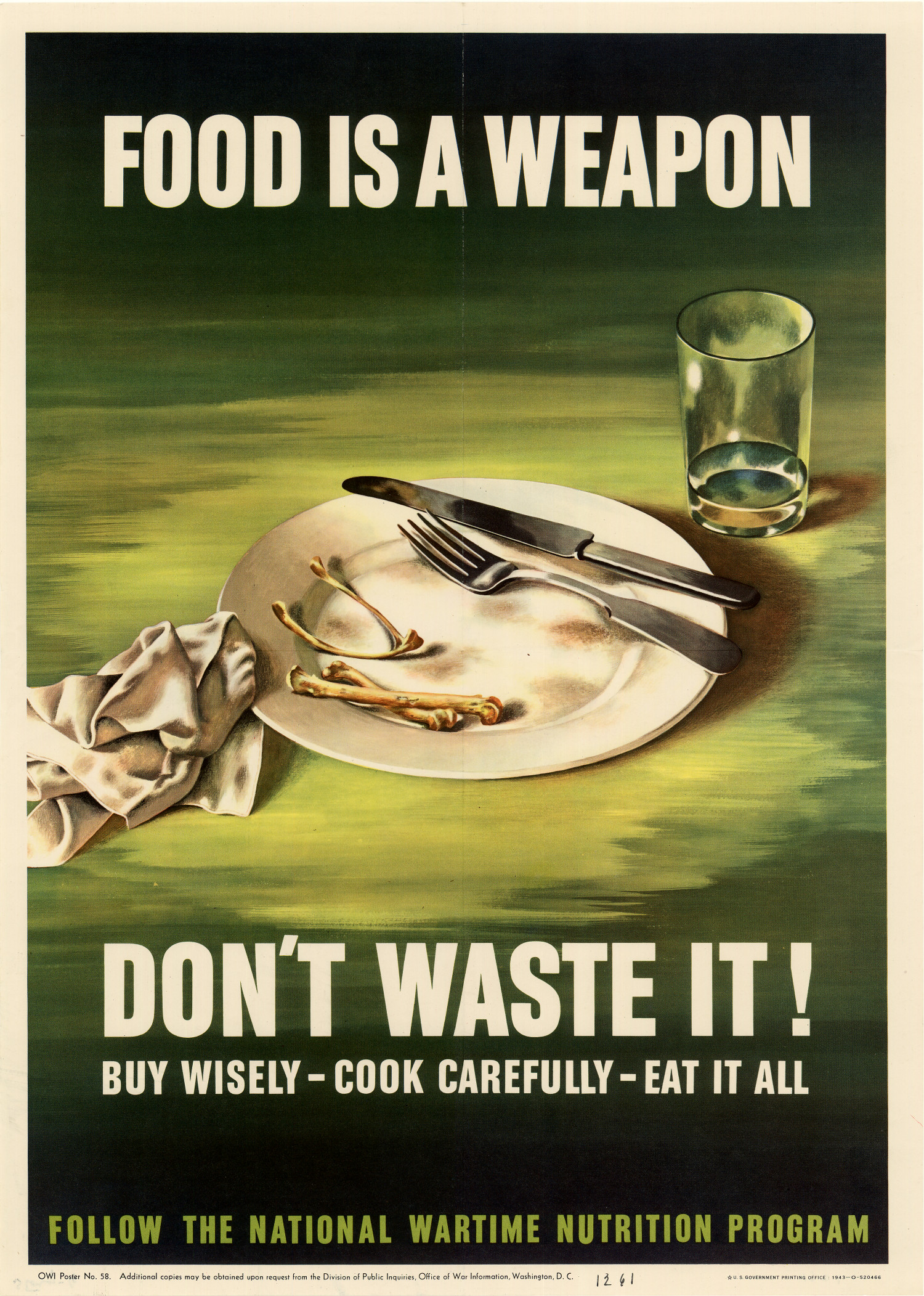
"Il cibo è un'arma. Non sprecarlo! Acquista con saggezza - Cucina attentamente - Mangia tutto. Segui il programma nazionale sulla nutrizione in tempo di guerra" (manifesto statunitense contro gli sprechi alimentari, 1942)

Il concetto di guerra totale nasce a cavallo del XIX e del XX secolo per parte di due alti ufficiali tedeschi vissuti in epoche diverse e che teorizzarono due concetti affini, ma con differenze sostanziali: Carl von Clausewitz, che parlò di guerra assoluta nel suo trattato Della guerra, ed Erich Ludendorff, che durante la prima guerra mondiale assunse il controllo delle strategie nazionali per lo sforzo militare e parlò per la prima volta di guerra totale nell'omonimo trattato del 1935.
Clausewitz parlava di guerra assoluta come di un concetto teorico di impossibile realizzazione, dove la guerra non conosce limitazioni di ordine morale o politico per piegare un nemico alla propria volontà. Ludendorff, invece, parla di guerra totale come di un totale impegno politico dedicato alla vittoria e allo sforzo bellico – un'idea che Clausewitz ripugnava – e l'assunzione che le uniche opzioni disponibili sono la vittoria totale o la sconfitta totale. Ludendorff ribalta dunque il concetto di guerra assoluta, sostenendo che la mobilitazione di tutte le risorse, includendo l'intero sistema civile, attraverso il più completo coinvolgimento delle forze politiche invocando la guerra totale sia l'unico modo per sopravvivere al conflitto e prevaricare il nemico.
Diventa dunque chiaro come mai un concetto simile sia stato esplicitato solo dopo la rivoluzione industriale: l'esponenziale crescita della ricchezza e della produzione di un Paese portarono il costo di certi conflitti ad aumentare radicalmente, soprattutto in termini di materiali, manufatti, logistica; tanto più da quando l'avvento della meccanizzazione ha portato un aumento sostanziale della mobilità, ma soprattutto dei costi delle forze armate. Si può ben capire, in un esempio italiano, che una campagna bellica annuale di relativamente bassa intensità come la guerra italo-turca abbia comportato per l'Italia un dispendio di energie e soldi minimo, rispetto ad un singolo mese di guerra di trincea durante le aspre Battaglie dell'Isonzo.

## Caratteristiche
Uno dei presupposti fondamentali è la concezione dello stato non più considerato come nazione: esso infatti non è più considerato un aggregato tra tanti altri di gruppi e individui (come una chiesa, un club, un'azienda, un sindacato), ma un collettivo con una sola volontà, che può concentrare in un solo obiettivo tutte le risorse di cui dispone.
La guerra totale vede anche la mobilitazione di organismi ed apparati di  difesa civile e degli organi di propaganda, il cui scopo è incrementare la produzione e migliorare il morale. Un'accorta redistribuzione dei materiali dà luogo al fenomeno del razionamento, per mettere a disposizione quante più risorse alle forze armate e stringere gli sprechi economici che spezzerebbero la capacità di sostenere i costi del conflitto.
Un sobborgo industriale, centro produttivo di beni potenzialmente utili alle forze armate e allo sforzo bellico, diventa parte integrante del fronte interno e potenziale obiettivo militare; peraltro, la fabbrica combatte non solo come infrastruttura, ma anche come insieme di lavoratori qualificati nel proprio lavoro. L'obiettivo di un potenziale nemico comprenderà di conseguenza l'una e gli altri.
Per combattere la guerra furono mobilitati circa 60 milioni di uomini e il resto della popolazione (comprese le donne) producevano i rifornimenti necessari per l'esercito.
Secondo un’analisi di Tiziano Peccia dei lavori di Stig Förster, la guerra totale si caratterizza su quattro dimensioni:
1) Scopi totali (crescita continua del potere delle parti coinvolte e visioni egemoniche);
2) Metodi totali (metodologie simili e comuni tra i paesi che intendono elevare la propria sfera d’influenza);
3) Mobilitazione totale (inclusione nel conflitto di parti non solitamente coinvolte, come donne e bambini o individui non tradizionalmente facenti parte dei corpi armati);
4) Controllo totale (centralizzazione multisettoriale dei poteri e dell’orchestrazione delle attività dei paesi in una cerchia ristretta di dittatori o oligarchi, con controllo su educazione e cultura, media/propaganda, attività economiche e politiche).
Tiziano Peccia aggiunge una quinta dimensione alle categorie di Förster: 
5) il “cambiamento totale”. Dopo una guerra totale, l’analisi proposta dimostra che gli assetti politici, culturali, economici e sociali perdurano oltre la fine del conflitto (Peccia: “la guerra totale è un terremoto che ha come epicentro il mondo”) creando una nuova forma di coesione (interna) o di fratture (esterne) delle parti coinvolte sulla memoria storica del conflitto. 

## Conseguenze
La conseguenza più evidente di un regime di guerra totale nell'era moderna è l'equiparazione delle infrastrutture civili, quando non della stessa popolazione, agli obiettivi militari. Porre la totalità della popolazione civile sullo stesso piano di qualunque altro obiettivo parte sostanzialmente da due considerazioni teoriche:
- La popolazione civile è l'insieme della forza lavoro di ogni Paese: intaccando la popolazione civile, si intacca il lavoro delle fabbriche e si blocca l'economia del Paese nemico, ivi compresa l'industria bellica;
- Un attacco diretto e indiscriminato contro la popolazione civile ha un effetto devastante sul morale di chi lo subisce, e l'attaccante lo può fare nella speranza di stroncarne la volontà di resistenza[4].

Un'altra conseguenza della guerra totale è lo sviluppo delle forze armate durante i tempi di pace: ad esempio, la costruzione di una marina militare, che non è approntabile in pochi mesi ma richiede anni di costruzione e preparazione per combattere eventuali minacce. L'enorme fetta di budget destinata a una tale spesa è giustificabile solo instillando nell'opinione pubblica l'idea di un reale pericolo, veicolato da un potenziale nemico: una pratica che negli scorsi decenni, soprattutto nel preambolo della prima guerra mondiale, ha molto aiutato ad alimentare l'isteria alla base della corsa alle armi.

Eserciti numericamente grandi per i paesi  confinanti con altre nazioni potenzialmente nemiche, e consistenti marine militari per potenze tradizionalmente navali sono state, negli scenari del '900, l'unico modo per prevenire la sconfitta nei difficili mesi tra la dichiarazione di guerra e il pieno regime dell'industria bellica nazionale.